# Tuxpan (Veracruz)
Tuxpan è un comune del nord dello stato messicano di Veracruz, nella regione conosciuta come la Huasteca. Il capoluogo del comune è la città di Tuxpan de Rodríguez Cano. Il comune ha una popolazione di 134 394 abitanti e la città ha una popolazione circa 100 000 abitanti. La città si trova sulla riva del fiume Tuxpan che sfocia nel golfo del Messico. Il suo porto è il più vicino a Città del Messico.

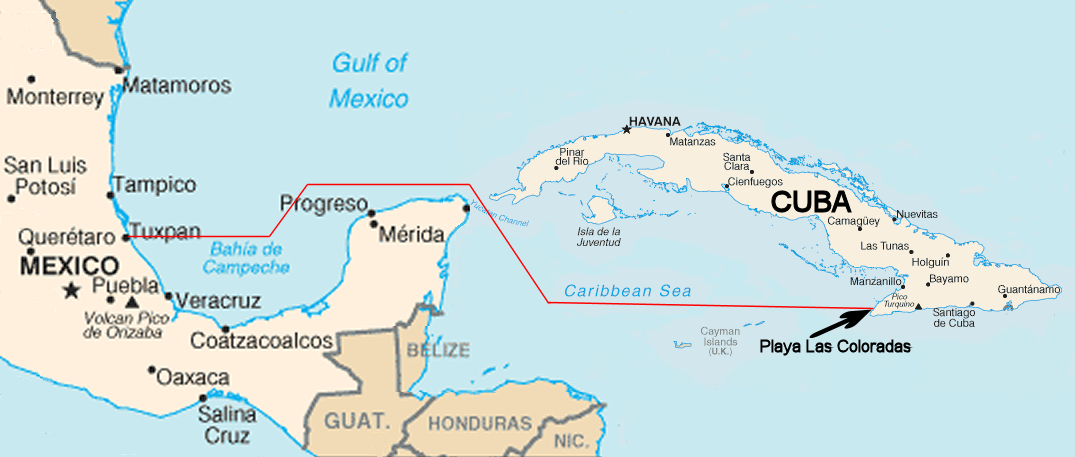
La rotta della Granma da Tuxpan a Playa Las Coloradas

Da Tuxpan partì Fidel Castro con 81 rivoluzionari il 25 novembre 1956 verso Cuba per dare inizio alla rivoluzione contro il dittatore Fulgencio Batista, dove sbarcarono nella Playa Las Coloradas il 1º dicembre 1956.